# Odontopodisma
Odontopodisma là một chi côn trùng thuộc họ Acrididae. Chi này có các loài sau:
- Odontopodisma montana
- Odontopodisma rubripes